# فيليكس سانز رولدان
فيليكس سانز رولدان (بالإسبانية: Félix Sanz Roldán)‏ هو جاسوس وعسكري إسباني، ولد في 20 يناير 1945 في أقليش في إسبانيا.